# Bathampton
Bathampton är en ort och civil parish i England. Det ligger i enhetskommunen Bath and North East Somerset och i sydvästra delen av England.